# Port Granby Creek
Port Granby Creek är ett vattendrag i Kanada.   Det ligger i provinsen Ontario, i den sydöstra delen av landet, 280 km sydväst om huvudstaden Ottawa.